# Santuario de la Virgen del Toro
El santuario de la Virgen del Toro es una ermita situada en la cima del Monte Toro (la montaña más alta de Menorca). Está consagrada a la patrona de la isla de Menorca y de su diócesis (Nuestra Señora de Monte Toro "o del Toro").
La iglesia, donde se encuentra el retablo de madera con la imagen de la Virgen, fue construida a partir del 1670 sobre la antigua iglesia gótica. Junto a la iglesia, formando uno de los muros del patio interior del Santuario, se encuentra una torre de defensa construida en 1558 sobre la antigua atalaya.
Actualmente el santuario es gestionado por una comunidad de religiosas de las Hijas de la Sagrada Familia y sirve de hospedería y posada para jornadas de reflexión y plegaria de diferentes grupos de Menorca.

## Tradición de la aparición mariana
Según cuenta la tradición secular, la imagen fue encontrada en el siglo XIII por un padre de la Orden de Santa María de la Merced, fundada por San Pedro Nolasco en Barcelona en 1218 para la redención de cautivos en países musulmanes. Estos monjes fueron acompañando al rey Alfonso III "El Liberal", cuando conquistó la isla en el año 1287. En agradecimiento a los servicios prestados, el monarca les obsequió con dos posesiones, una en Ciudadela y otra a unos 3 km de Mercadal, el llamado Podio de Osterno, conocido hoy día como Llinàritx, donde los monjes construyeron un convento.
Una noche, un anciano padre vio cómo se alzaba hacia el cielo una columna de luz resplandeciente, desde la cima del monte, repitiéndose el extraño fenómeno en noches sucesivas. Creyendo se trataba de una manifestación sobrenatural, decidió contárselo al prior del convento. A la noche siguiente, los monjes de la comunidad subieron en procesión hasta la cima del monte Toro. Pero la ascensión se hacía cada vez más penosa y difícil, a lo que había que añadir que tampoco sabían muy bien que camino seguir para llegar a lo alto. De repente les salió un toro furioso que les cerró el paso, pero al ver el toro la "Cruz de Guía" procesional y los crucifijos que portaban los monjes, se amansó y los guio monte arriba entre la densa maleza.

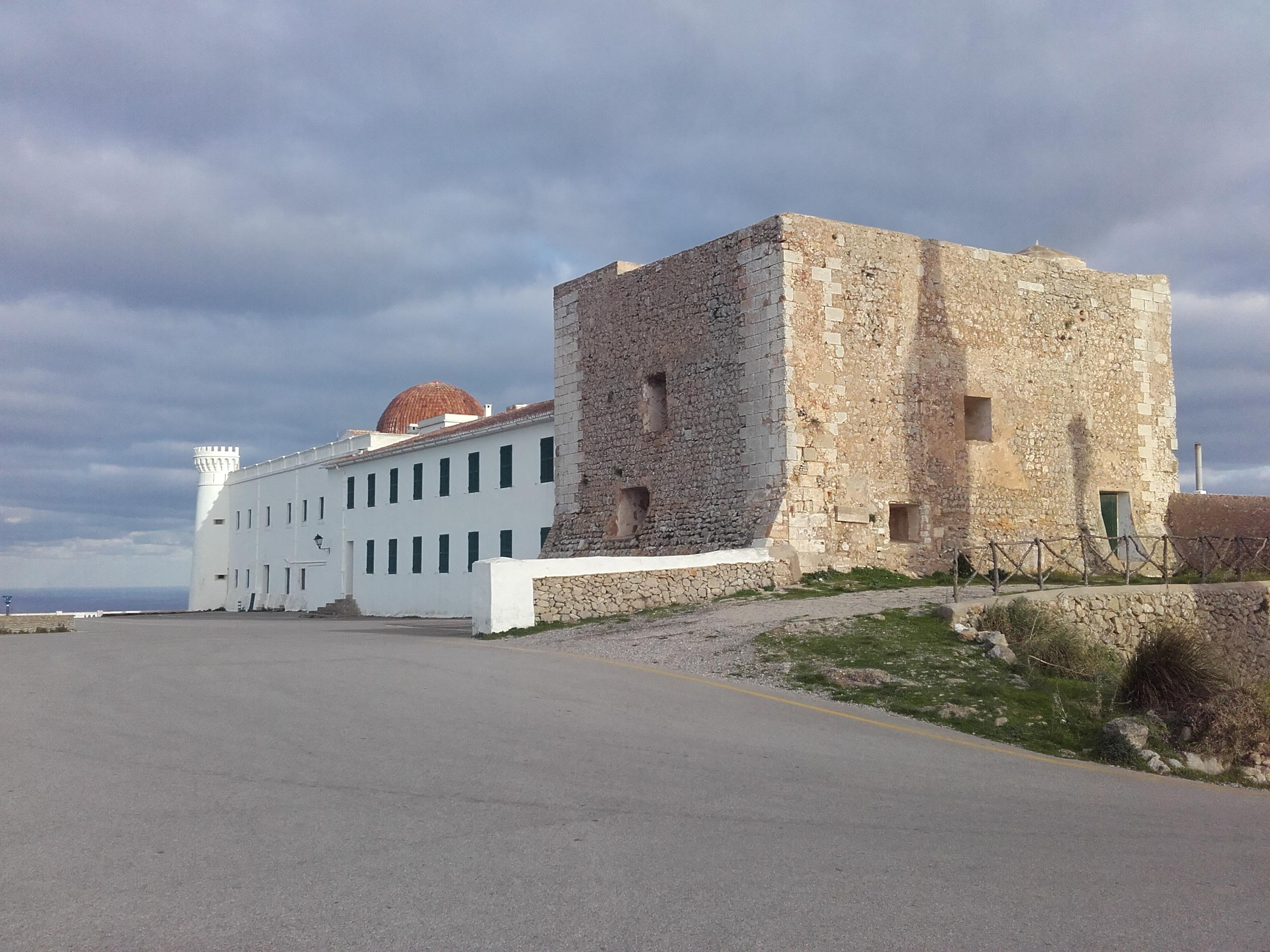
Torre defensiva junto al Santuario del Toro.

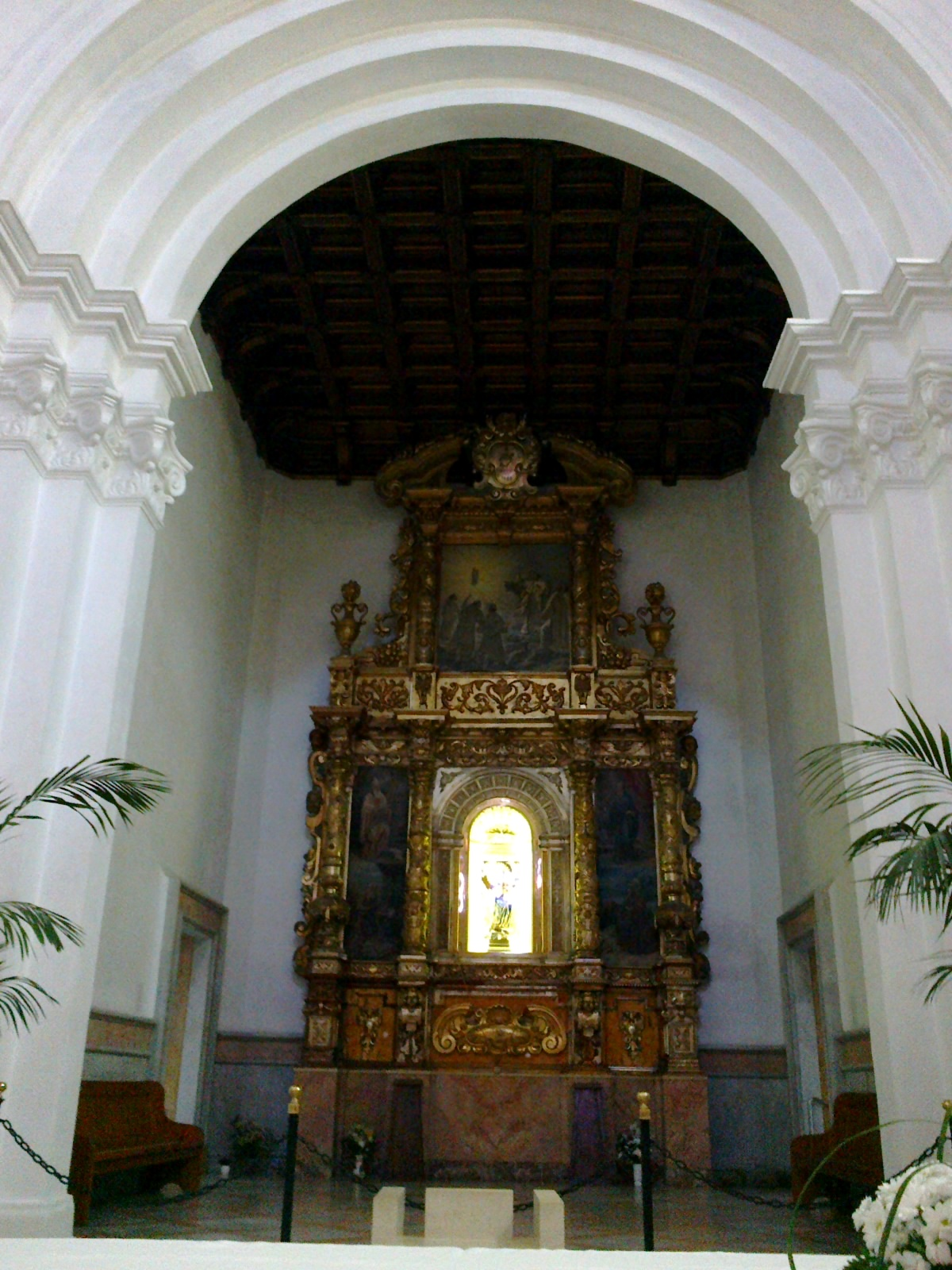
Retablo del Altar mayor.

Repentinamente se encontraron con unas enormes piedras que obstaculizaban la marcha de la expedición. La estupefacción y el asombro se apoderaron de los monjes, al contemplar cómo el toro las embestía con su poderosa cornamenta destruyéndolas, quedando nuevamente el camino expedito. Desde entonces, este lugar es conocido como el "pas del bou" (el paso del toro). Al llegar a la cima, el insólito animal se inclinó ante la entrada de una cueva de la que salía una luz prodigiosa y en ella encontraron la imagen de la Virgen con el niño Jesús en brazos. Los monjes la trasladaron solemnemente a su convento, pero al día siguiente desapareció la imagen y la encontraron nuevamente en la cueva de la cima del monte. Ante este milagroso suceso los monjes comprendieron que era voluntad de la "Señora" morar en la cueva del Monte Toro, por lo que construyeron en dicho lugar una capilla para rendirle culto y más tarde, construyeron un convento a donde se trasladó la orden de la Merced.

## Santuario
La iglesia, que data de 1670, es coronada por una sencilla cúpula y cuenta con tres capillas laterales. En una de estas capillas se muestra la cueva donde se encontró la imagen, así como el ánfora donde permaneció escondida bajo tierra entre 1936 y 1939, después de que un campesino de Mercadal la salvara del fuego. Sin embargo, según la creencia popular, la imagen original de la Virgen del Toro había sido destruida por un incendio anteriormente, en 1522, y la que actualmente se venera en el Santuario del Toro la regalarían a la congregación siete obispos que participaron en el Concilio de Trento que llegaron a la isla después de salvarse de una terrible tormenta. La imagen, una talla de madera, se encuentra en la capilla del Altar Mayor y fue coronada canónicamente en 1943.
Sin embargo, según una investigación y estudio realizado a la talla en 2015 por el licenciado en Bellas Artes de la Universidad Politécnica de Valencia, Víctor Pons Arnau, la Virgen es una talla realizada entre finales del siglo XIII y principios del XIV, que fue llevada a Menorca durante la conquista de la isla por las tropas del rey Alfonso III de Aragón en 1287 y siendo por lo tanto la imagen religiosa más antigua de la isla y por consiguiente se trataría de la imagen original.
Adosada al santuario, formando una de las paredes del patio de entrada, hay una torre defensiva de planta tetraédrica construida en el año 1558 sobre una antigua atalaya que permitía advertir a la población, mediante señales de fuego, de la llegada de naves enemigas. Entre 1595 y 1835 el santuario fue un monasterio de frailes agustinos. Actualmente, desde 2018, el santuario es gestionado por una comunidad de religiosas de las Hijas de la Sagrada Familia de Barranquilla en Colombia (anteriormente eran las religiosas Franciscanas Hijas de la Misericordia).

## Fiesta de la Virgen del Toro

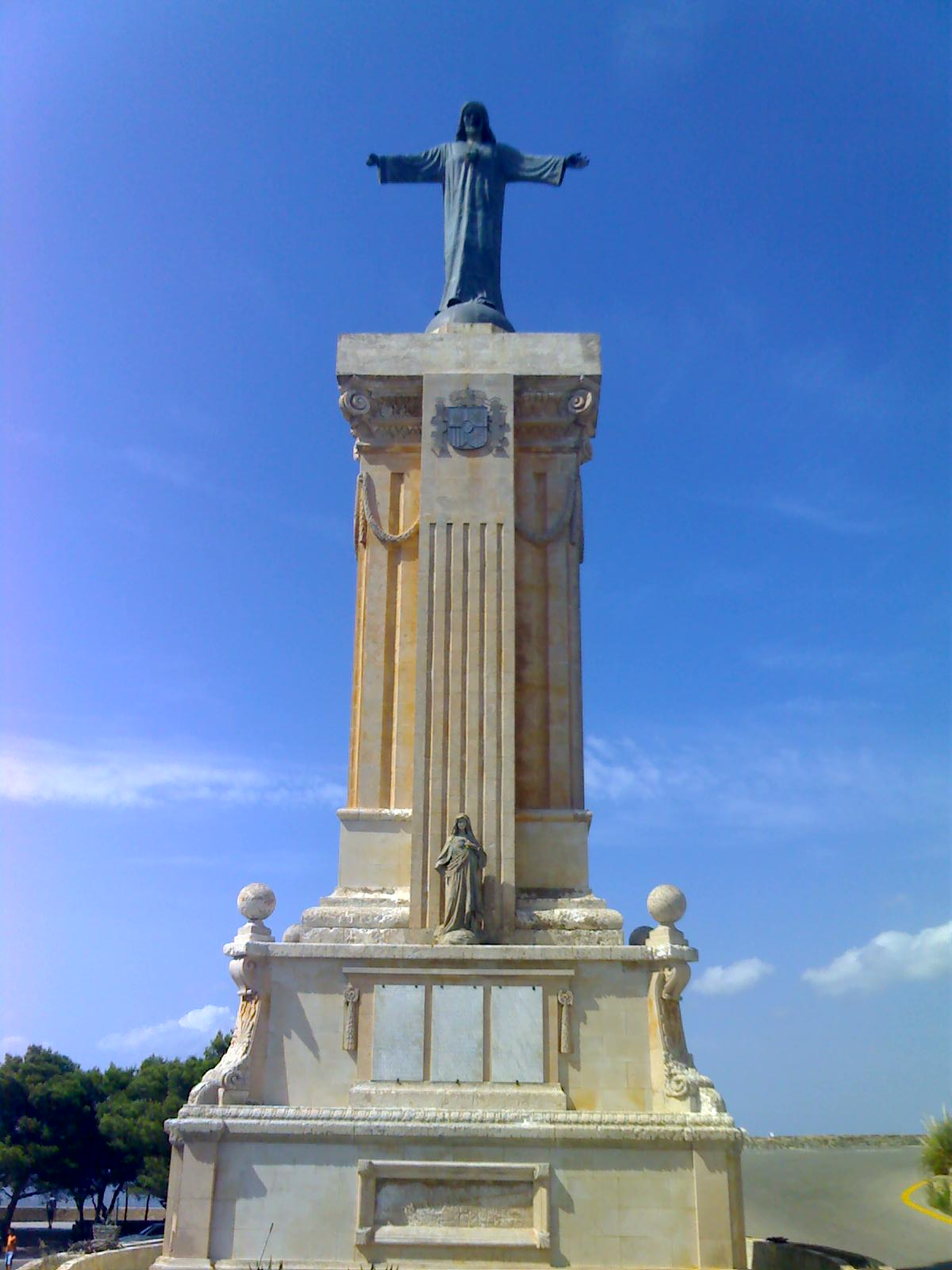
Estatua del Sagrado Corazón de Jesús, en el exterior del santuario.

Desde el milagroso acontecimiento, el Monte Toro es el centro espiritual de la isla y lugar de peregrinación para todos los menorquines, quienes suben anualmente en romería para venerar a su patrona, la "Santísima Virgen del Toro", cuya festividad se celebra el 8 de mayo. En esta festividad la Diócesis de Menorca celebra la fiesta de la "bendición de los vientos", también llamada "bendición de los términos".
Tiene su origen en una antigua tradición cristiana y popular. Algunos folcloristas la remontan a la Edad Media. Entonces, la Iglesia católica en Baleares introdujo la costumbre de bendecir los vientos lo que, al mismo tiempo, representa la bendición de la tierra y los frutos que da al hombre, lo que se lleva a cabo en plena primavera, cuando los campos se preparan para dar la cosecha del año agrícola.
Esta fiesta se celebraba tradicionalmente el 3 de mayo en las principales parroquias de Menorca, coincidiendo con la conmemoración de la fiesta de la Vera Cruz, según la cual, Santa Elena, en el siglo IV, descubrió en Palestina la verdadera cruz en la que Jesucristo había sido crucificado. El día de la bendición, que se pasó al domingo inmediatamente anterior a la festividad de la Virgen de Monte Toro (8 de mayo), consistía en la concentración de todas las parroquias de los municipios al pie de la montaña. Los fieles participaban en una procesión, en la que cada parroquia exhibía una cruz adornada con flores y el escudo parroquial.
La subida a la montaña, de 357 metros de altura, se efectuaba con el canto de letanías. Una vez llegados a la cima, en el santuario el obispo presidía la Eucaristía, con la asistencia de centenares de menorquines. Después efectuaba la bendición de los vientos y los cuatro puntos cardinales, con la lectura de un pasaje de cada uno de los cuatro Evangelios. La bendición se realizaba con la Veracruz que presidía la ceremonia.